# Crassula biplanata
Crassula biplanata là một loài thực vật có hoa trong họ Crassulaceae. Loài này được Haw. miêu tả khoa học đầu tiên năm 1824.

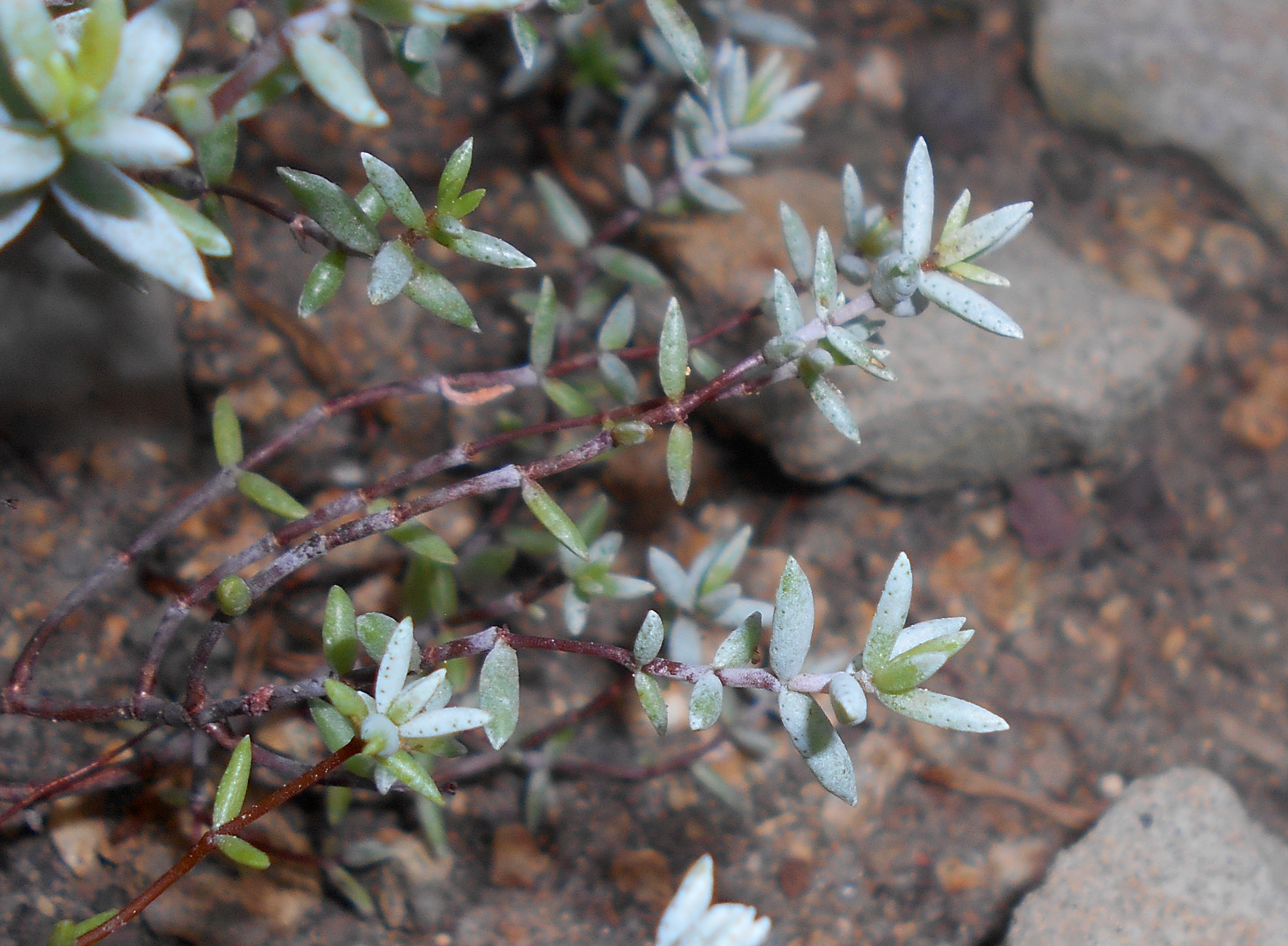
Stem detail